# The Flyboys
The Flyboys waren een baanbrekende Amerikaanse punkrockband uit Arcadia, Californië, die in 1975 werd opgericht vóór de eerste golf Amerikaanse punk. De act was rond 1976 en 1977 prominent aanwezig in het punkcircuit van Los Angeles. Hun tweede publicatie was het debuut voor Frontier Records. De band ging in 1980 uit elkaar.

## Bezetting
- David Way[2] (zang, basgitaar, keyboards)
- Dennis Walsh[3] (drums)
- John Curry[4] (zang, gitaar, keyboards)
- Scott Lasken[5] (basgitaar)
- Thames Sinclair[6]

## Geschiedenis
The Flyboys werden geformeerd in 1975 in Arcadia (Californië) door gitarist en zanger John 'Jon Boy' Curry, bassist en zanger David Wilson (ook bekend als David Way) en drummer Dennis Walsh (ook bekend als Dennis Racket). Scott Lasken (ook bekend als Scott Towels) sloot zich kort daarna aan bij bas, waardoor Wilson overging op keyboards. Dit was de bezetting die in 1976 in Hollywood-clubs begon te spelen, maar begin 1978 ontspoorde door de dood van Wilson bij een auto-ongeluk, kort na een show waarbij de band opende voor The Go-Go's en The Avengers. Tim Sincavage (ook bekend als Timmy Sinner) werd later toegevoegd aan de bezetting op gitaar. Curry begon zijn taken op te splitsen tussen gitaar en keyboards en zong het grootste deel van de nummers.
De eerste publicatie van The Flyboys was een opname, die werd uitgebracht op het eigen platenlabel van de band, opgenomen in juni 1976 en een maand later uitgebracht. De plaat werd snel verkocht met een eerste oplage van 1.000 exemplaren. De band nam nog de zeven nummers tellende ep Flyboys op, die in het begin van de jaren 1980 de allereerste was voor het nieuwe label Frontier Records van Lisa Fancher, met proto-achtige punkmelodieën zoals I Couldn't Tell en Dear John en hun Theme Song, een door surf geïnspireerde rave die werd gecoverd door Jodie Fosters Army.
De groep versplinterde in 1980, Curry bracht enige tijd door in de The Plugz uit Los Angeles en hij schreef de muziek voor het titelnummer voor hun tweede album Better Luck, hoewel hij de band kort voor de opname van het album verliet om Choir Invisible te formeren met Lasken en Sincavage. De laatste twee hadden een demo met een andere zanger bij Frontier ingediend als mogelijke publicatie, maar Fancher zou alleen een plaat uitbrengen als Curry terugkeerde naar de band. Ze vond ook drummer Danny Benair, formeel van The Quick en later drummer in The Three O'Clock en Choir Invisible werd geboren.